# Birgit Stein
Birgit Stein (* 1968; † 2. August 2018 in Kanab, Utah, Vereinigte Staaten) war eine deutsche Schauspielerin und Filmemacherin.

## Leben

### Karriere
Birgit Stein studierte zunächst zwei Jahre lang am Lee Strasberg Theatre and Film Institute in Los Angeles sowie 18 Monate am Stella Adler Studio of Acting die Schauspielerei in Los Angeles und erhielt anschließend Technikunterricht bei Paul Mackley in Los Angeles. Außerdem erwarb sie das Diplom an der Deutschen Sporthochschule Köln.
Ihr Schauspieldebüt gab sie 1994 in dem Low-Budget Horrorfilm Amoklauf von Uwe Boll, in dem sie die Nachbarin von Martin Armknechts Figur spielte. Im selben Jahr folgten weitere Auftritte in Film- und Fernsehproduktionen wie Ein Fall für zwei, Keiner liebt mich und Voll normaaal sowie dessen Fortsetzung Ballermann 6 aus dem Jahr 1997. In zwei weiteren Boll-Produktionen war sie ebenfalls zu sehen, in Sanctimony – Auf mörderischem Kurs aus dem Jahr 2000 und House of the Dead (2003) neben ihrem späteren Ehemann Jürgen Prochnow. 2003 verfasste Stein das Drehbuch für den Kurzfilm Don’t Get Stuck, in dem sie selbst mitspielte und zudem Regie führte. 2010 stand sie neben Franka Potente in dem Thriller Valerie vor der Kamera. 2013 erschien die Filmkomödie Ohne Gnade! mit Sylta Fee Wegmann, Jan Fedder und Thomas Heinze, in der Stein erneut als Regisseurin in Erscheinung trat.

### Privates
Aufgewachsen im mittelhessischen Wetzlar lebte sie später in Los Angeles und war von 2004 bis 2014 mit dem Schauspieler Jürgen Prochnow verheiratet.
Am 2. August 2018 hatte sie in Utah auf dem Weg zur Sturgis Motorcycle Rally einen Motorradunfall, bei dem sie zusammen mit einer haltenden Gruppe von Motorradfahrern von einem Pick-up erfasst wurde. Ihr Ehemann Hans-Jürgen Stangl wurde schwer verletzt; eine Mitfahrerin starb noch am Unfallort. Stein starb im Kane County Hospital in Kanab. Sie wurde 50 Jahre alt.

## Filmografie (Auswahl)
- 1994: Amoklauf
- 1994: Voll normaaal
- 1994: Keiner liebt mich
- 1994: Ein Fall für zwei (Fernsehserie, 1 Folge)
- 1996: Die Wache (Fernsehserie, 4 Folgen)
- 1997: Ballermann 6
- 2000: Fußball ist unser Leben
- 2000: Sanctimony – Auf mörderischem Kurs (Sanctimony)
- 2003: House of the Dead
- 2003: Poem – Ich setzte den Fuß in die Luft und sie trug
- 2003: Die Camper (Fernsehserie, 1 Folge)
- 2003: Don’t Get Stuck (Kurzfilm)
- 2006: Elementarteilchen
- 2006: Goldene Zeiten
- 2006: In aller Freundschaft (Fernsehserie, 1 Folge)
- 2010: Valerie
- 2012: Der Blender
- 2013: Ohne Gnade!